# Jason Mraz

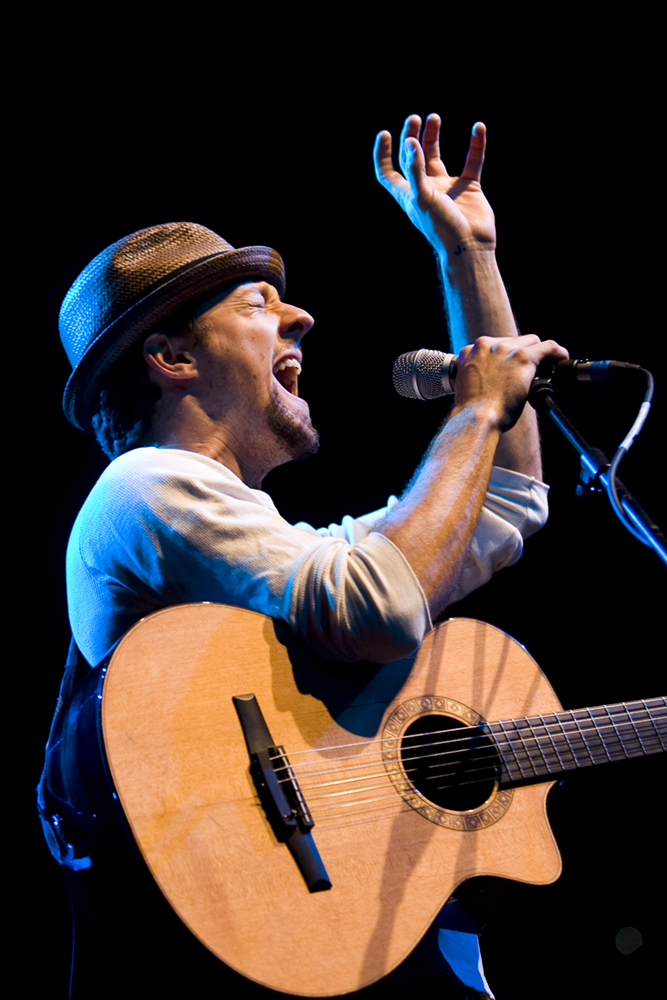
Jason Mraz während eines Konzerts im Praça de Touros do Campo Pequeno in Lissabon (2008)

Jason Thomas Mraz ['dʒeɪsən ˈɱɹaz] (* 23. Juni 1977 in Mechanicsville, Virginia) ist ein US-amerikanischer Singer-Songwriter und zweifacher Grammy-Preisträger. Sein Stil beinhaltet Pop, Rock, Folk und Funk-/Soul-Elemente.

## Werdegang
Die Karriere von Jason Mraz begann Ende der 1990er Jahre in den Cafés von Virginia und New York, bevor es ihn nach San Diego zog. Dort schloss er sich dem Percussionisten Toca Rivera an. Sein erstes Album, Waiting for My Rocket to Come, erschien im Jahre 2002 bei Elektra Records und wurde von John Alagía produziert. Im Jahre 2004 kam dann der große Erfolg mit der Live-CD/DVD Tonight, Not Again, die es in die Top-50 der Billboard 200 schaffte. Sein zweites Album Mr. A-Z erschien 2005 auf Atlantic Records und stieg auf Platz 5 der Charts ein.
2007 veröffentlichte Mraz die Single The Beauty in Ugly, ein Stück, das er bereits früher unter dem Titel Plain Jane verfasst hatte und für die US-amerikanische Telenovela Alles Betty! umschrieb. Der Song wurde in einer Kampagne der Show verwendet, die sich für die Stärkung des Selbstbewusstseins von Frauen einsetzte. Weiterhin veröffentlichte er einen spanischen Song namens La Nueva Belleza (The New Beauty). Toca Riveras Bruder, der Latin-Pop-Gitarrist Carlos Olmeda, stand ihm dabei beim Schreiben des spanischen Textes zur Seite.
Bei der US-amerikanischen Sendung American Idol präsentierte ein Kandidat Geek in the Pink und verhalf dem Lied und Mraz selbst zu einem Anstieg an Popularität in den USA. Die Verkaufszahlen im virtuellen Musikgeschäft iTunes stiegen sprunghaft an und erreichten am 10. März 2007 Platz 22 in den US-amerikanischen iTunes-Charts.
Mit der Auskopplung I’m Yours aus dem Album We Sing. We Dance. We Steal Things. konnte Mraz sich insbesondere in Europa hoch in den Charts platzieren und erreichte z. B. in Schweden und Norwegen sogar Platz 1. Auch wenn es in anderen Ländern nicht ganz vorne in den Charts landete, so war das Lied ein äußerst langlebiger Hit. In seiner Heimat erreichte der Song Platz 6 und mit 76 Chartwochen zwischen Mai 2008 und November 2009 war es eines der Lieder, die am längsten in den US Billboard Hot 100 waren. Auch in Großbritannien, wo es Platz 11 erreichte, gehört es mit 56 Wochen unter den Top 75 zu den erfolgreichsten Songs. Das Album war international sehr erfolgreich und unter anderem in den USA, Frankreich und der Schweiz über ein Jahr in den Charts. Auf dem Longplayer befinden sich auch Songs, die mit anderen bekannten Künstlern wie Colbie Caillat und James Morrison aufgenommen wurden. Album und Song brachten Mraz 2009 auch drei Nominierungen für einen Grammy Award ein, unter anderen für den Song des Jahres. 
Seine ersten beiden Grammys gewann Mraz aber erst im Jahr darauf, als er für Make It Mine und für das Duett Lucky (mit Colbie Caillat) im Bereich Popmusik ausgezeichnet wurde.
Die Single Mr. Curiosity vom Album Mr. A-Z stieg in Deutschland erst im März 2010 offiziell in die deutschen Charts ein, beeinflusst von Lena Meyer-Landrut, die dieses Lied kurz zuvor in der nationalen Vorrunde zum Eurovision Song Contest 2010 (Unser Star für Oslo) vorgetragen hatte.
Am 2. Januar 2012 veröffentlichte Mraz ein Video des Songs I Won’t Give Up. Das Lied erreichte Platz 1 der amerikanischen Downloadcharts. Das vierte Studioalbum Love Is a Four Letter Word wurde am 13. April 2012 in Europa und am 17. April 2012 in den USA veröffentlicht. Das fünfte Studioalbum Yes! wurde am 11. Juli 2014 veröffentlicht. Das sechste Studioalbum Know wurde am 10. August 2018 veröffentlicht.
Im Juni 2020 veröffentlichte er das Album Look for the Good.

## Diskografie

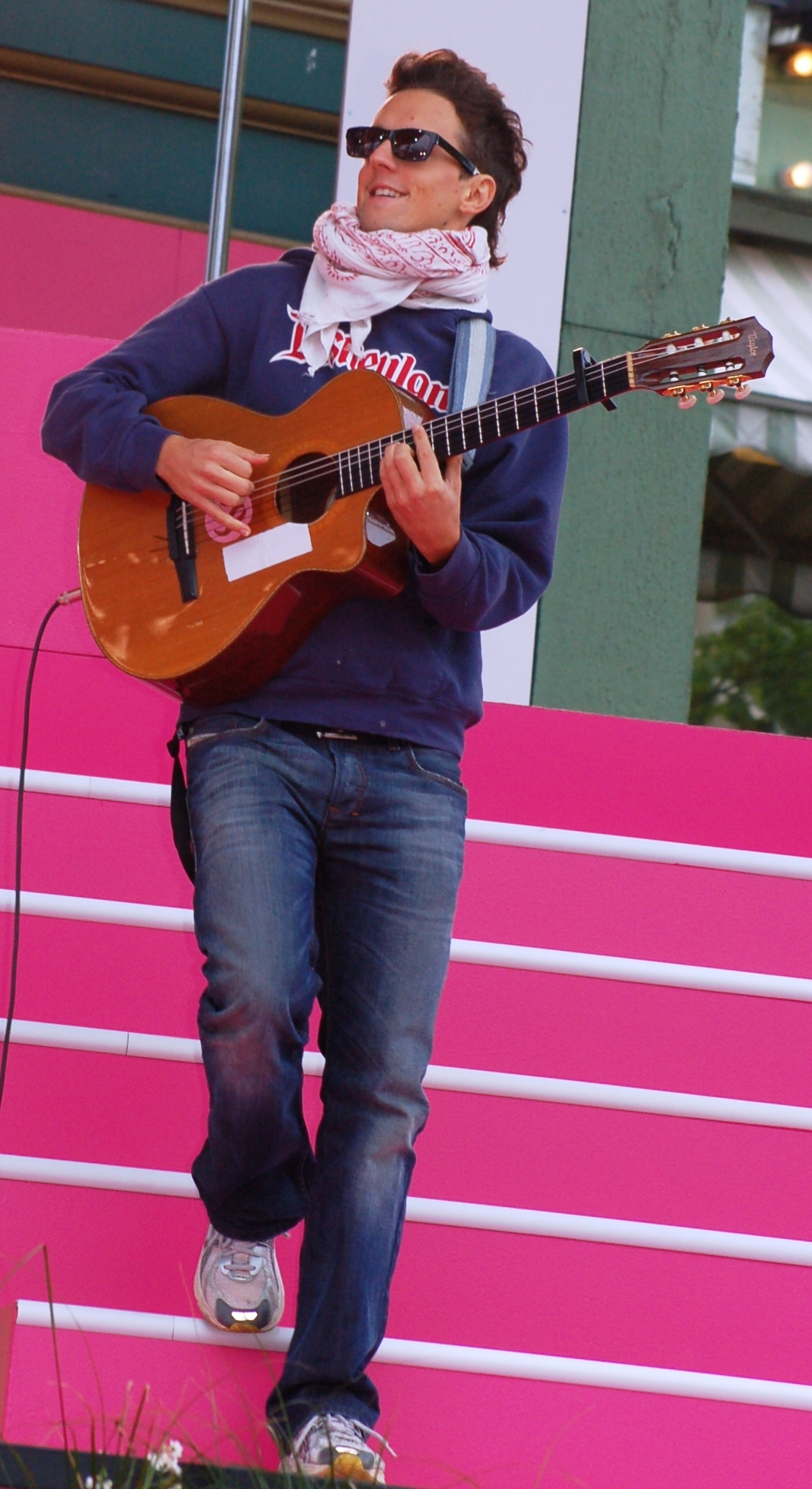
Mraz in Gröna Lund in Stockholm (2008)

StudioalbenJason Mraz/Diskografie

## Auszeichnungen und Nominierungen
| Jahr | Award |
| ---- | --- |
| 2002 | San Diego Music Awards – Best Acoustic (Gewonnen) |
| 2003 | San Diego Music Awards – Artist of the Year (Gewonnen) |
| 2003 | San Diego Music Awards – Song of the Year (Gewonnen) |
| 2004 | San Diego Music Awards – Artist of the Year (Gewonnen) |
| 2005 | Grammy Award – Best Engineered Album, Non-Classical for „Mr. A–Z“ (Nominiert) |
| 2009 | Grammy Award – Song of the Year for „I’m Yours“ (Nominiert) Grammy Award – Best Male Pop Vocal Performance for „I’m Yours“ (Nominiert) Grammy Award – Best Engineered Album, Non-Classical for „We Sing. We Dance. We Steal Things.“ (Nominiert) American Music Award – Adult Contemporary – Favorite Artist (Nominiert) |
| 2010 | Grammy Award – Best Male Pop Vocal Performance for „Make It Mine“ (Gewonnen) Grammy Award – Best Pop Collaboration with Vocals for „Lucky“ (mit Colbie Caillat) (Gewonnen) |

## Trivia
- Der Name Mraz ist tschechischen Ursprungs und bedeutet Frost. Sein Großvater ist 1915 aus Böhmen in die USA eingewandert.
- Das Mitschneiden von Musik bei Auftritten wird von Mraz und seinem Management ausdrücklich unterstützt. Es werden bei Konzerten sogar spezielle Plätze in der Nähe des Mischpultes bereitgestellt; jedoch ist der Verkauf dieser Bootlegs ausdrücklich davon ausgeschlossen.[3]
- Während seiner High-School-Zeit war Mraz als Cheerleader aktiv.[4]
- Mraz ist Veganer und ernährt sich ausschließlich von Rohkost.
- Jason Mraz besitzt eine Avocado-Farm in Kalifornien.[5]